# 오쟈쿠손
오쟈쿠손(王雀孫 오우쟈쿠손[*], 왕작손)은 일본의 게임 크리에이터(기획자·시나리오 작가·연출가)이다.

## 경력
- 중학생 시절부터 창작 활동을 시작, 당시 유명한 작가였던 스티브 잭슨(Steve Jackson)의 이름에서 유래한 '오·쟈쿠손(O・ジャクソン(Jackson))'이라는 필명을 사용했으며, 현재의 필명은 이것을 한자로 바꾼 것이다.
- BasiL에 입사, 입사 당시의 직책은 영업이었다. BasiL의 두 번째 작품인 '21-Two One-'에서 보너스 시나리오 담당으로 상업계 시나리오 작가에 데뷔했다.
- 이 여파로 BasiL의 세 번째 작품인 '그것은 흩날리는 벚꽃처럼'의 기획·시나리오를 담당했다.
- BasiL 내부 분열로 퇴사 후 니시마타 아오이, 앗쵸리케 등과 함께 Navel을 설립했다.
- Navel의 첫 번째 작품 'SHUFFLE!'의 연출을 담당했다.
- Navel & Lime에서 '네~PON?×라이PON!'의 시나리오를 담당했다.
- Navel에서 '우리들에게 날개는 없다'의 기획·시나리오를 담당했다.
- 현재 Navel 소속으로 시나리오 작가·연출가로 활동하고 있다.

## 인물
- Navel의 시나리오 작가였던 아고바리아와는 반대로 대단한 지필(느린 작품 집필 속도)로 유명하다. 2004년에 기획되어 Navel의 두 번째 작품으로 예정되어 있던 '우리들에게 날개는 없다'는 그에 의해 2008년 발매 예정이었다가 다시 연기되어 2008년에는 계획에 없던 Prelude편이 발매되었고 2009년 본편이 발매되었다.
- Leaf사의 작품 WHITE ALBUM의 광팬. 니시마타 아오이와 함께 화이트 앨범의 동인지를 제작했다. 팬 게시판에 기록한 적도 있다.
- '그것은 흩날리는 벚꽃처럼'의 작업 도중 원형 탈모증에 시달렸다고 한다. 현재는 없다.

## 참여 작품

### Basil 재직 중
- 21-Two One- (보너스 시나리오)
- 그것은 흩날리는 벚꽃처럼 (기획·시나리오)

### Navel 재직 중
- SHUFFLE! (시나리오 일부·연출)
- Really? Really! (연출)
- 네~PON?×라이PON! (시나리오)
- 우리들에게 날개는 없다 ~Prelude~ (기획·시나리오)
- 우리들에게 날개는 없다 (기획·시나리오)
- 우리들에게 날개는 없다 After Story (기획·시나리오)